# Улица Айвазовского (Керчь)
Улица Айвазовского (Херхеулидзевская, Соляная слободка, Войкова)— улица в Керчи. Находится в приморском городском районе Соляная пристань.

## История
Улица начала формироваться на начальном этапе новой градостроительной истории Керчи — как дорога на Ак-Бурун, к крепости и карантину.
Названа Херхеулидзевской в память бывшего Керчь-Еникальского градоначальника князя З. С. Херхеулидзева. В советское время некоторое время называлась Соляной слободкой. В 1927 году переименована в улицу Войкова. В связи с оптимизацией номенклатуры улиц города  переименована в улицу Айвазовского в 1959 году.
В 2001 году на улице Айвазовского установлена мемориальная доска в память о том, что прежде она называлась Херхеулидзевской:
«В 1858—1924 гг. эта улица носила имя Керчь-Еникальского градоначальника (1833—1850 гг.) генерал-майора, князя Захара Семёновича Херхеулидзе.»
В 2011 году принято решение о ремонте дорожного покрытия улицы.

## Достопримечательности
Херхеулидзевская улица известна тем, что на ней во флигеле дома купца Филиппа Белого, их деда, провели детство и юность геолог и палеонтолог академик Н. И. Андрусов и его сестра педагог Ю. И. Фаусек. Дом сохранился, флигель находится в ветхом состоянии. Дом и улица описаны в воспоминаниях академика Н. И. Андрусова.